# Национальный комитет геологов России
Национальный комитет геологов России (НКГ) — неправительственная организация, некоммерческое объединение учёных из России, изучающих геологические и горные науки, входит в Отделение наук о Земле РАН. Представительство российских геологов в Международном союзе геологических наук (IUGS)
Создана в 1961 году (Национальный комитет геологов СССР) для взаимодействия с Международным союзом геологических наук (IUGS), входящим в Международный совет по науке (ICSU).

## История
В 1961 году был образован Международный союз геологических наук (IUGS) Все входящие в него страны создали национальные комитеты геологов, в их числе был СССР, который создал Национальный комитет геологов СССР (Национальный комитет геологов Советского Союза, Советский национальный комитет геологов).
Академия наук СССР, Национальный комитет геологов Советского Союза и Государственный геологический комитет СССР издавали на русском языке «Доклады советских геологов» — серия переводов выступлений учёных из СССР на международных геологических конгрессах.
С 1991 года — Национальный комитет геологов России.
В 2019 году Национальный комитет геологов России подал заявку на организацию в Санкт-Петербурге 38 сессии Международного геологического конгресса в 2028 году. Согласно установленным правилам, официальная заявка подается именно Национальным комитетом геологов страны-заявителя.

### Руководство
Председатели Национального комитета геологов СССР и России утверждались Президиумом АН СССР и РАН.
Председатели НКГ в СССР и России:
- 1961 — [уточнить]
- 1969 — Коржинский, Дмитрий Сергеевич[4]
- 1973 — Дзоценидзе, Георгий Самсонович[5]
- 1976 — [уточнить]
- 1988 — Лавёров, Николай Павлович[6].
- [уточнить] — Федонкин, Михаил Александрович[7].

Заместители председателя Комитета:
- 1961 — Сатпаев, Каныш Имантаевич
- 1964 — Пейве, Александр Вольдемарович
- 1978 — Сергеев, Евгений Михайлович
- 1991 — [уточнить]

## Современный Комитет

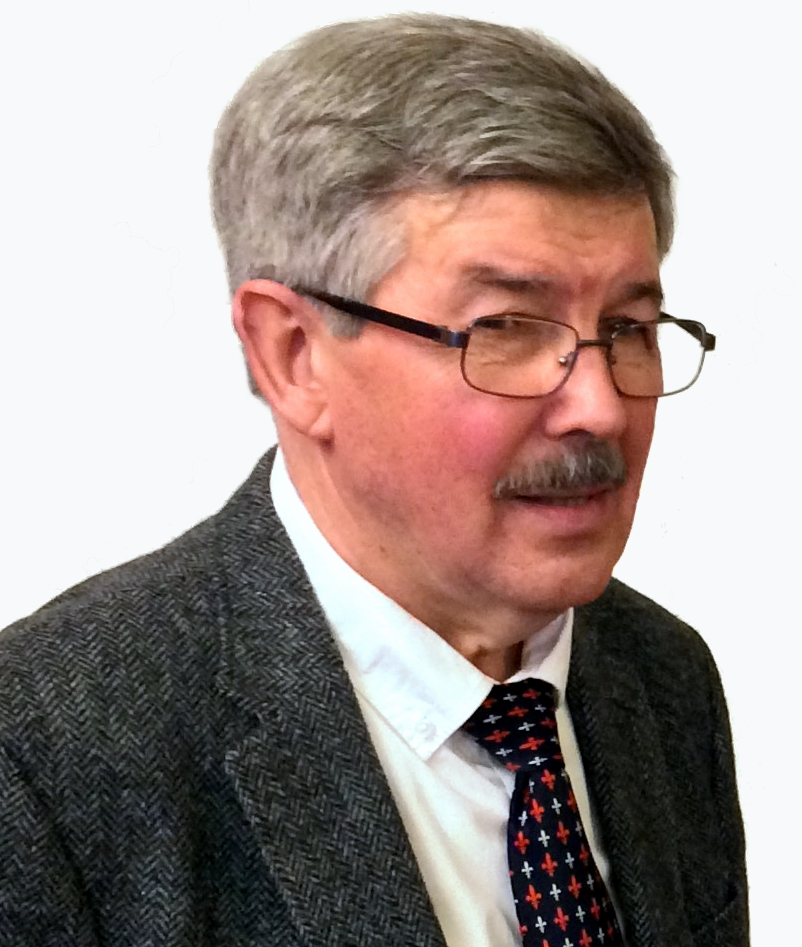
Председатель Национального комитета геологов России акад. М. А. Федонкин

Национальный комитет геологов России осуществляет представительство в международных геологических организациях:
- Международный союз геологических наук (IUCN)
- Комиссия по геологической карте мира (CGMW)
- Международный союз по изучению четвертичного периода (INQUA)

Национальный комитет геологов России находится в Москве, в Геологическом институте РАН.
- Председатель комитета — академик РАН М. А. Федонкин
- Cекретарь комитета — С. М. Махмутова.

Национальный комитет геологов России способствует осуществлению международной кооперации учёных из России по геологическим и горным наукам, координирует научные связи для подготовки к сессиям Международного геологического конгресса. Комитет ежегодно предоставляет в Международный союз геологических наук отчёт о научной работе учёных из России в международных геологических организациях и мероприятиях.
В бюро Национального комитета геологов России входят: О. В. Петров, Ю. Б. Марин и другие.
Членами Национального комитета геологов России являются: Ю. Л. Войтеховский и другие.